# Arragonia
Arragonia är ett släkte av fjärilar som ingår i familjen guldfläcksmalar och underfamiljen spillningsmalar. 

## Artlista
Ingående arter:
- Arragonia arabica
- Arragonia kautzi
- Arragonia punctivittellus
- Arragonia tunesiella